# Mulino (Nischni Nowgorod)
Mulino (russisch Мулино) ist eine große Siedlung in der Oblast Nischni Nowgorod (Russland) mit 13.008 Einwohnern (Stand 14. Oktober 2010).

## Geographie
Mulino liegt im Rajon Wolodarsk, etwa 70 km westlich der Oblasthauptstadt Nischni Nowgorod und 20 km nordwestlich des Rajonverwaltungszentrums Wolodarsk. Obwohl Mulino nach Einwohnern der größte Ort des Rajons ist, besitzt es den Status einer „dörflichen Siedlung“ (possjolok). Zu Mulino gehören noch die Ortsteile Dewa, Krasnyje Udarniki, Mulino (das ursprüngliche Dorf) und Starkowo.

### Bevölkerungsentwicklung
| Jahr | Einwohner |
| ---- | --------- |
| 2002 | 11.711    |
| 2010 | 13.008    |

Anmerkung: Volkszählungsdaten

## Wirtschaft und Infrastruktur
Mulino ist bedeutender Standort der russischen Streitkräfte, welche in der Umgebung des Ortes weitläufige Übungsplätze unterhalten und den Hauptwirtschaftsfaktor darstellen. Dem Charakter des Ortes als Militärsiedlung entsprechend sind 71 Prozent der Einwohner männlich (2002).
Im Zuge der völkerrechtswidrigen Annexion der Krim durch Russland 2014 wurde öffentlich diskutiert, dass ein deutsches Unternehmen – Rheinmetall – in Mulino ein sehr modernes Trainings- und Ausbildungszentrum für das russische Heer baut. Ende 2014 sollte es fertig sein; der Preis sollte über 100 Millionen Euro betragen. Als technisches Vorbild für die Anlage gilt das deutsche Gefechtsübungszentrum Heer. Im Juni 2011 besuchte der russische Verteidigungsminister das GÜZ in Letzlingen. Im selben Sommer erhielt Rheinmetall den Auftrag. Im Sommer 2015 widerrief der Bundeswirtschaftsminister die Ausfuhrgenehmigung für das GÜZ. Den Bau
des Zentrums übernahm die russische Firma Garnizon und 2020 wurde es fertiggestellt.
Die Fernstraße M7 Moskau–Nischni Nowgorod–Kasan–Ufa (Teil der Europastraße 22) führt einige Kilometer südlich der Siedlung vorbei, ebenso die Eisenbahnstrecke Moskau–Nischni Nowgorod, von deren Station Iljino eine Güteranschlussstrecke nach Mulino führt.